# ایزاک بشویس سینگر
ایزاک بشویس سینگر (به زبان ییدیش: יצחק באַשעװיס זינגער یا יצחק בת־שבֿעס זינגער) (زاده ۱۹۰۴(یا ۱۹۰۲) - درگذشته ۲۴ ژوئیه ۱۹۹۱) داستان‌نویس یهودی و برندهٔ جایزه نوبل ادبیات سال ۱۹۷۸ است. وی هم‌چنین جایزهٔ کتاب ملی دریافت کرده‌است.

## زندگی‌نامه
ایزاک باشویس سینگر نویسندهٔ لهستانی‌تبار آمریکایی در ۲۱ نوامبر ۱۹۰۲ در خانواده‌ای یهودی در دهکده‌ای نزدیک ورشو به نام رادزمین به دنیا آمد. پدر ایزاک و پدر بزرگ مادری او خاخام بودند.
در سال ۱۹۳۵ به ایالات متحده مهاجرت کرد، سردبیر روزنامهٔ «فوروارد» در نیویورک شد و اکثر داستان‌های کوتاه خود را برای اولین بار در آن روزنامه چاپ کرد.

سینگر تمام آثارش را به ییدیش زبان مادری خود نوشته‌است. پس از به شهرت رسیدن داستان‌های کوتاه و بلند او یکی پس از دیگری با نظارت خودش به انگلیسی برگردانده شدند. وی این ترجمه‌ها را «نسخهٔ اصل دوم» می‌خواند. کسانی که با زبان ییدیش آشنایی دارند هنوز هم به ظرایفی اشاره می‌کنند که در ترجمهٔ انگلیسی داستان‌ها گاهی از دست رفته‌است، در مقابل، گروهی با توجه به ویژگی‌های زبان انگلیسی از جمله شفافیت، کارایی و سرراستی، نسخه‌های «اصل دوم» را حتی برتر از «اصل اول» می‌خوانند.

زمستان‌های سرد نیویورک در بازپسین سال‌های زندگی دیگر به او اجازهٔ پیاده‌روی‌های طولانی نمی‌داد، به فلوریدا رفت و در همان‌جا در میامی درگذشت. نام او را پس از مرگش در سال ۱۹۹۱ بر یکی از خیابان‌های این شهر گذاشتند.
سینگر تحلیل‌های روانشناسانهٔ عمیقی از شخصیت‌هایش به دست می‌داد و از لحاظ فکری شیفتهٔ اسپینوزا فیلسوف معروف هلندی بود، شهرت او بیشتر مرهون داستان‌های کوتاهش بود.

### رمان
- خانواده موسکات
- ملک اربابی
- شیطان در گورای
- جادوگر لوبلین
- برده
- دشمنان، یک داستان عاشقانه
- مدرک

### داستان‌های کوتاه
- احمق‌های چلم و تاریخشان